# سرآب ملوسان
سرآب ملوسان یک اثر طبیعی در حدود ۱۵ کیلومتری شمال غربی شهرستان نهاوند واقع در استان همدان و در جوار روستای ملوسان قرار گرفته و زیستگاه حیوانات و پرندگان بسیاری است. این چشمه به صورت رودی جریان می‌یابد و در بستر آن گونه‌هایی از ماهی‌ها زندگی می‌کنند.
سراب ملوسان به دلیل نزدیکی به قله ۲۸۵۰ متری ملوسان مورد توجه کوهنوردان است و هر ساله گردشگران بسیاری از آن بازدید می‌کنند.
این سرآب در سال ۱۴۰۰ در فهرست آثار ملی ایران قرار گرفت.